# Carex
Carex L., 1753 è un genere di piante della famiglia delle Ciperacee.
È il genere più ricco di specie dell'intera famiglia.

## Distribuzione e habitat
Il genere ha una distribuzione cosmopolita.
Molte specie di carici (ma non tutte) si trovano in zone umide dove possono costituire la vegetazione dominante, in particolare nelle torbiere basse dette cariceti.

## Tassonomia
Il genere fu descritto da Linneo nella sua opera Species Plantarum nel 1753.
Il genere comprende oltre 2000 specie.

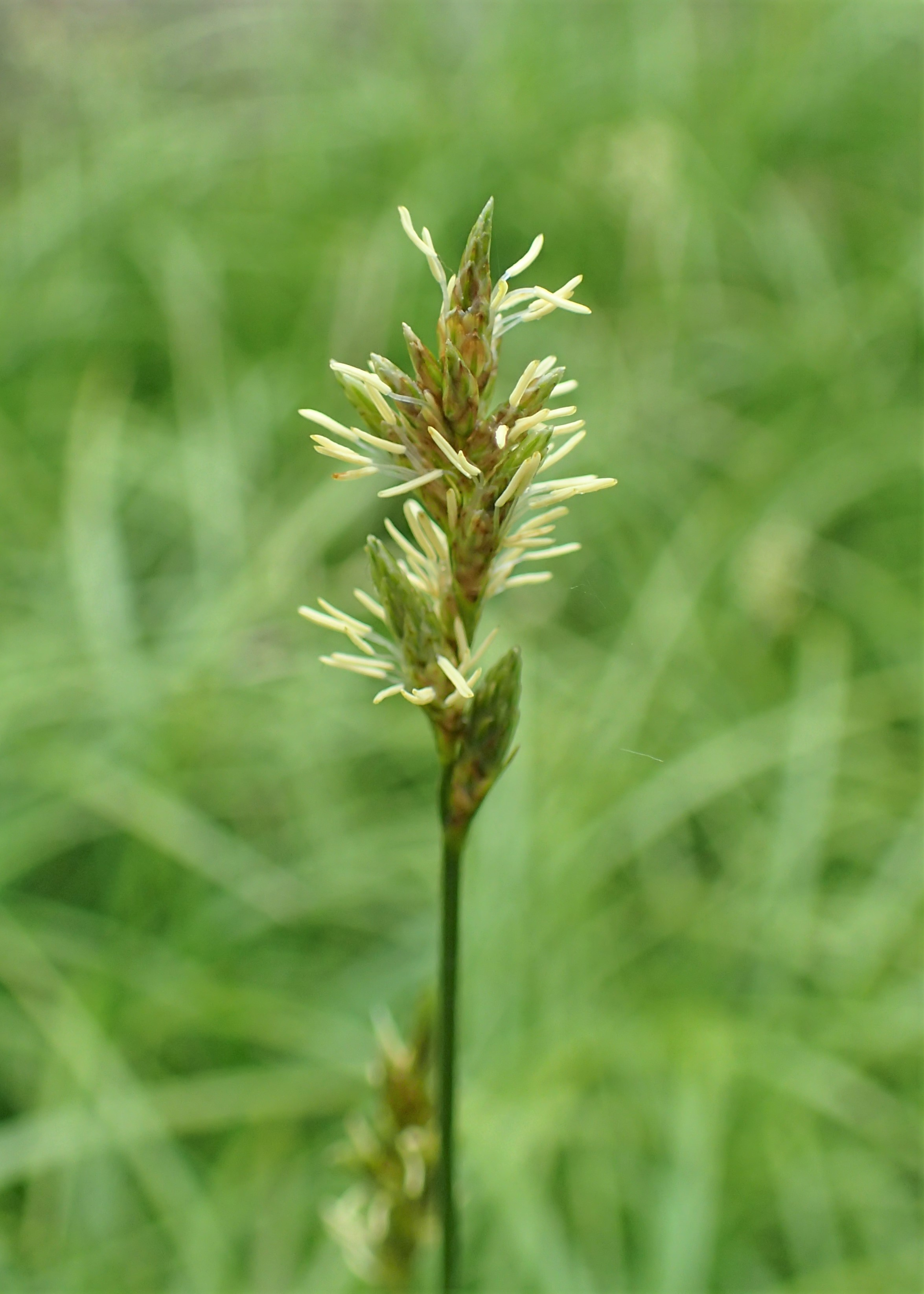
Carex brizoides

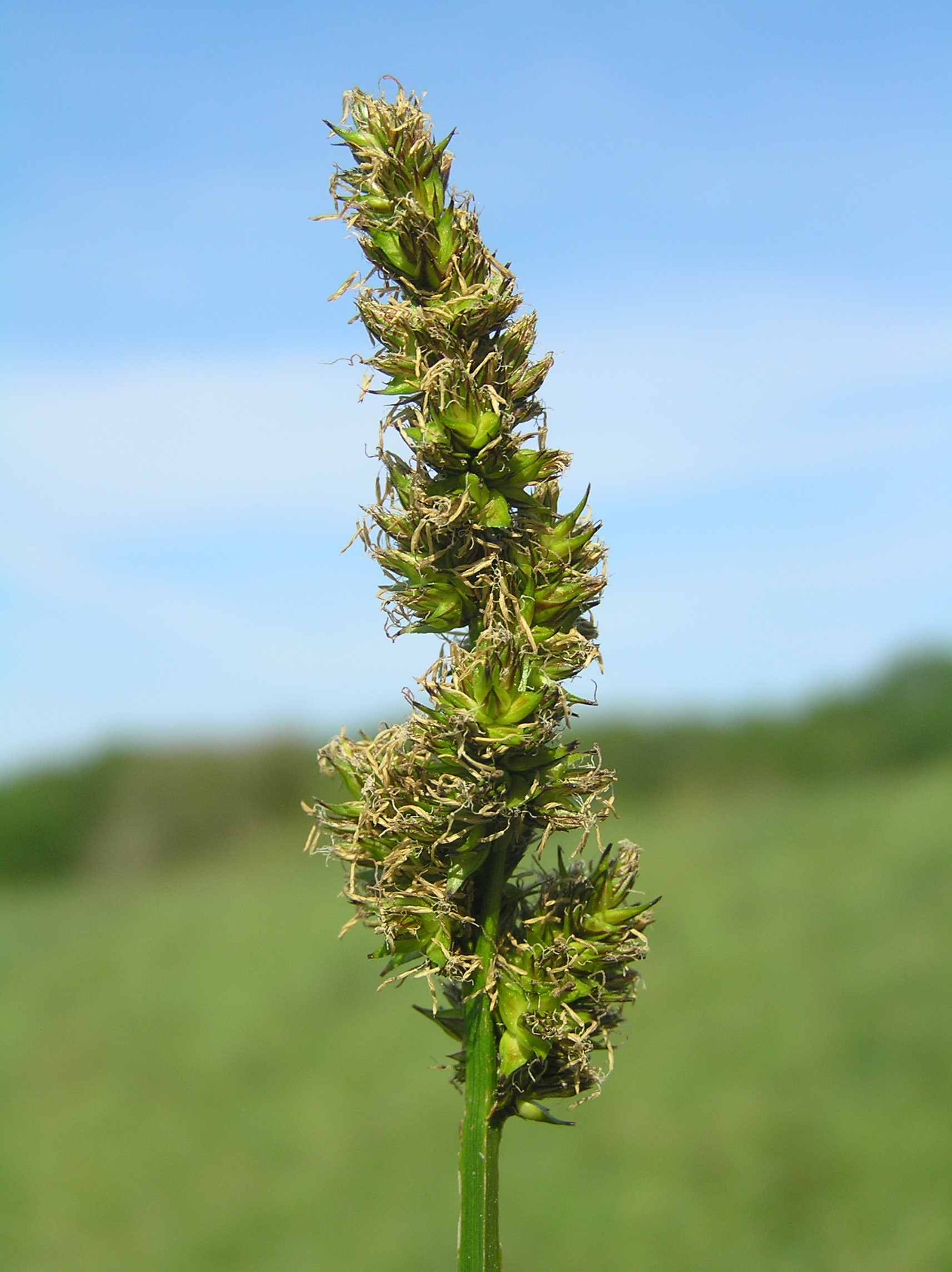
Carex vulpina

Le più note sono:
- Carex acuta L.
- Carex acutiformis Ehrh.
- Carex arenaria L.
- Carex asturica Boiss.
- Carex binervis Sm.
- Carex brevicollis DC.
- Carex brizoides L.
- Carex caespitosa L.
- Carex camposii Boiss. et Reuter
- Carex capillaris L.
- Carex caryophyllea Latourrette
- Carex chordorrhiza Ehrh.
- Carex clavata Thunb.
- Carex cinerea Poll.
- Carex curvula All.
- Carex davalliana Sm.
- Carex demissa Hornern.
- Carex depauperata Curtis ex With.
- Carex despressa Link
- Carex digitata L.
- Carex distachya Desf.
- Carex distans L.
- Carex disticha Huds.
- Carex divisa Huds.
- Carex divulsa Stokes
- Carex durieui Steudel
- Carex echinata Murray
- Carex ericetorum Pollich
- Carex extensa Good.
- Carex ferruginea Scop.
- Carex filiformis L.
- Carex firma Mygind ex Host
- Carex flacca Schieber
- Carex flava L.
- Carex globularis L.
- Carex halleriana Amo
- Carex haydeniana Olney
- Carex hirta L.
- Carex hispida Willd.
- Carex hordeistichos Vill.
- Carex hostiana DC.
- Carex humilis Leysser
- Carex jamesii Schwein
- Carex lachenalii Schkuhr
- Carex laevigata Sm.
- Carex liparocarpos Gaudin
- Carex macrostylon Lapeyr.
- Carex mairii Cosson et Germ.
- Carex montana L.
- Carex muricata L.
- Carex muskingumensis Nutt.
- Carex nigra (L.) Reichard
- Carex nudata S.Watson
- Carex oedipostyla Duval-Jouve
- Carex ornithopoda Willd.
- Carex otrubae Podp.
- Carex ovalis Gooden
- Carex pallescens L.
- Carex panicea L.
- Carex paniculata L.
- Carex panormitana Guss.
- Carex parviflora Host.
- Carex pauciflora Lightf.
- Carex paupercula Michx.
- Carex pendula Huds.
- Carex pilulifera L.
- Carex praecox Schreber
- Carex pseudocyperus L.
- Carex pulicaris L.
- Carex punctata Gaudin
- Carex pyrenaica Wahlenb.
- Carex remota L.
- Carex riparia Curtis
- Carex rostrata Stokes
- Carex runssoroensis K. Schum.
- Carex scopulorum Vill.
- Carex sempervirens Vill.
- Carex serotina Mérat
- Carex spicata Huds.
- Carex stricta Tussock Sedge
- Carex strigosa Huds.
- Carex sylvatica Huds.
- Carex umbrosa Host
- Carex vesicaria L.
- Carex vulpina L.